# مسابقه آواز یوروویژن ۱۹۵۶
مسابقه آواز یوروویژن ۱۹۵۶ ۱مین دوره از مسابقات آواز یوروویژن بود که در Teatro Kursaal، لوگنو، سوئیس برگزار شد. برنده آن کشور سوئیس بود.